# Tang Jiyao
Tang Jiyao (唐繼堯, 1883 - 23 mai 1927) est un général et seigneur de la guerre chinois qui fut gouverneur militaire du Yunnan de 1913 à 1927.

## Biographie
Tang est né en 1883 dans le comté de Huize dans l'actuelle Qujing au Yunnan. Avec Cai E, il passe les examens impériaux mais est influencé par le républicanisme et devient militaire de la révolution dans le Sud-Ouest de la Chine après avoir effectué une formation au Japon. 
Durant la révolution chinoise de 1911, Tang attaque le gouvernement révolutionnaire de Guizhou avec son armée du Yunnan et conquiert la province et devient gouverneur militaire de Guizhou. Liu Xianshi lui succède au poste de gouverneur lorsque Tang retourne au Yunnan pour prendre la succession de Cai E en tant que gouverneur militaire du Yunnan en 1913,. Tang est d'avis avec Cai E que l'armée est l'institution la plus importante de Chine et doit jouer un rôle majeur au gouvernement, et renforce sans cesse son armée du Yunnan.
Lorsque Yuan Shikai s'auto-proclame empereur de Chine en décembre 1915, Tang annonce l'indépendance du Yunnan avec Cai E, Li Jiejun et d'autres. Il commande l'armée contre les forces de Yuan Shikai durant la guerre de protection de la nation et devient le chef de l'opposition.
Tang est une personnalité connue pour son fédéralisme, son idéologie anti-communiste et ses politiques pro-Sun Yat-sen. Après la mort de Cai E en 1916, Tang aide Sun à fonder le mouvement de protection de la constitution en 1917 et fonde son propre parti, le parti populaire, tout en restant membre du Kuomintang de Sun. Il le soutient dans sa victoire contre l'ancienne clique du Guangxi puis plus tard contre la rébellion de Chen Jiongming. 
Tang Jiyao a pour cousin Tang Jiyu qui est également général. Tang Jiyao cherchait à utiliser la propagande pour améliorer son image nationale. Il faisait de la contrebande d'opium à Shanghai, mais la bande verte locale le dénonce aux autorités britanniques et la majeure partie de l'opium finit au marché noir. Tang Jiyu évitait Shanghai durant le procès de fonctionnaires impliqués dans le trafic d'opium de 1916.
Tang Jiyao mit en place un réseau de distribution de l'opium au Yunnan, avec monopole, taxes, et licences, et réussit à en produire de grandes quantités à partir de fleurs de pavot qui s'étaient adaptées au climat du Yunnan. Il transportait l'opium par le port de Haiphong en Indochine française puis rentrait la marchandise en Chine par la côte.
Les actions et comportement du général Tang Jiyao sont décrits de façon colorée dans deux livres (Monsieur le Consul, Anne Marie) de l'écrivain français Lucien Bodard à partir de ses souvenirs d'enfance quand son père, Albert Bodard, était consul de France en Chine. Dans ces deux livres, certains chapitres décrivent de façon détaillée les relations de Tang Jiyao avec les autorités françaises en Chine et à Hanoï pour développer son trafic de drogue afin de financer l'armement de son armée tandis que la France essayait de construire une voie ferrée entre Hanoï et Chengdu, en passant par Kunming, pour étendre ses intérêts économiques et politiques dans le Sud de la Chine à partir de l'Indochine. Il y a également des descriptions des relations, alliances et conflits de Tang Jiyao avec d'autres généraux chinois.
Lorsque Sun Yat-sen est nommé Da Yuan Shuai (en) (grand maréchal) du gouvernement militaire du Guangzhou, Tang Jiyao est promu au rang de Yuan Shuai (en) (maréchal).
L'ancienne clique du Guangxi essaye de prendre le contrôle de l'armée du Yunnan et Tang est démis de sa position de chef en 1920.

## Chute
Six jours après la mort de Sun en 1925, Tang se proclame successeur et chef du Kuomintang, mais le parti rejette catégoriquement ses prétentions. Déçu, il envahit le Guangdong et le Guangxi mais est vaincu par Li Zongren lors de la guerre Yunnan-Guangxi. Les prétentions de Tang n'étaient qu'un prétexte pour prendre le contrôle des routes de l'opium passant par le Guangxi,. Il devient plus tard vice-Premier ministre du parti Zhi Gong (en) de Chen Jiongming. Il meurt en 1927 à Kunming, un mois après avoir été évincé par Hu Ruoyu et Long Yun par un coup militaire qui lui fit perdre tous ses pouvoirs au Yunnan. Long Yun apporte plus tard son soutien au gouvernement de Nankin de Tchang Kaï-chek, dissout le parti populaire, et expulse les membres du parti de Chen.